# The Bard’s Tale (2004)
The Bard’s Tale — компьютерная ролевая игра в жанре Hack and slash и в фэнтезийном антураже, выпущенная 26 октября 2004 года.
Концепцию и сюжет игры разработал Брайан Фарго. В 1985 году, будучи основателем и главой Interplay, он выпустил одну из первых ролевых компьютерных игр — Bard’s Tale. В 2004 году другая основанная им компания издала  The Bard’s Tale для приставок, заявленную ремейком классической игры 1985 года. В 2005 году The Bard’s Tale вышла и на PC.

## Геймплей
Схема характеристик героя не требует долгого изучения. Рюкзак отсутствует, а все подбираемые предметы сразу либо становятся частью экипировки, либо переводятся в монеты. Сюжет линеен, а локации на карте становятся доступны только по мере продвижения вперёд, хотя уже открытые локации можно посещать произвольно.
Развить героя до максимума и пройти игру полностью даже новичку можно за 15-30 часов чистого игрового времени. С другой стороны, простота, кинематографичность и аркадность делает The Bard’s Tale игрой, идеально подходящей для отдыха и развлечения.
Всего характеристик у героя шесть:
- Сила — влияет на урон в рукопашной схватке;
- Жизнь — влияет на здоровье;
- Удача — влияет на исход многих событий;
- Ловкость — влияет на урон дистанционного оружия;
- Харизма — влияет на скидки у торговцев;
- Чувство ритма — влияет на качество исполнения волшебных мелодий.

Кроме характеристик у героя имеются:
ТалантыСписок выбранных умений. Может включать:
- двуручное оружие;
- фехтование двумя руками;
- кистень;
- удар щитом;
- атака с защитой щитом;
- мощный выстрел;
- критический удар;
- кладоискатель и др.

МелодииМузыкальные фрагменты позволяют вызывать разных существ-спутников, как боевых (например, наёмника для ближних или лучницу для дальних атак) и защитников (например, рыцаря или каргу, которая лечит спутников), так и вспомогательных, вроде светляка, освещающего путь в тёмных местах, или исследователя, дезактивирующего ловушки, поднимающего с пола предметы и открывающего сундуки и потайные места.
ЗнакиПредметы, повышающие характеристики героя.
Экипировка.
Оружие и броня с максимальными параметрами, которые герой подобрал по дороге или купил в магазинах, а также музыкальный инструмент, отвечающий за количество маны и количество существ, которые можно вызвать вместе.
Значение характеристик поднимается при смене уровня героя. Список талантов пополняется после каждой второй смены уровня.
Мелодии, знаки и экипировку герой получает по дороге — от разных персонажей, из сундуков, потайных мест и останков других претендентов на звание Избранного. Мелодии могут быть простыми и улучшенными — например, улучшенная карга не только лечит спутников, но и отпугивает агрессивных монстров.
Пространство игры состоит из мировой карты с выходами в независимые области, состоящие из раздельных локаций. И это, пожалуй, единственная неприятная особенность игры — каждая таверна, каждый дом, каждый подвал являются отдельной локацией, а загрузка локаций при входе в них занимает заметное время.

## Сюжет
Бард — главный герой игры. Его не интересует ни спасение мира, ни слава, ни звание Избранного, спасением же красавиц он занимается исключительно ради меркантильных соображений, ожидая немалой прибавки в кошельке и мирских утех в награду. Именно по этой причине Бард оказался втянут в разборки некоего Ордена с фанатиками из друидического культа (большинство имён и характеров навеяны кельтским фольклором Оркнейских островов). На пути к достижению своей цели герой должен победить различных монстров: огнедышащую крысу, монстрообразных стражей, валькирий, гоблинов и др.
Диалоги в игре содержат множество забавных отсылок, их исход зависит от выбираемых выражений (тона беседы), отмечают их качественную озвучку. Игровой процесс сопровождается саркастическими комментариями рассказчика, с которым главный герой время от времени общается и даже переругивается, а также юмористическими музыкальными видеовставками.

## Оценки
| Сводный рейтинг | Сводный рейтинг | Сводный рейтинг | Сводный рейтинг |
| Издание         | Оценка          | Оценка          | Оценка          |
| Издание         | PC              | PS2             | Xbox            |
| --------------- | --------------- | --------------- | --------------- |
| GameRankings    | 68,00 %         | 77,94 %         | 77,22 %         |

Летом 2018 года, благодаря уязвимости в защите Steam Web API, стало известно, что точное количество пользователей сервиса Steam, которые играли в игру хотя бы один раз, составляет 158 667 человек.